# 제말 귀르셀
제말 귀르셀(튀르키예어: Cemal Gürsel, 튀르키예어 발음: [dʒeˈmal ɟyɾˈsæl], 1895년 6월 10일~1966년 9월 14일)은 튀르키예의 군인이자 정치인이다. 1960년 쿠데타로 정권을 장악하고, 1960년부터 1961년까지 총리, 1960년부터 1966년까지 튀르키예의 제4대 대통령을 지냈다.